# Christopher McCandless
Christopher Johnson McCandless (ur. 12 lutego 1968 w El Segundo, zm. prawdopodobnie ok. 18 sierpnia 1992 na Szlaku Stampede) – amerykański wędrowiec i pamiętnikarz, który zmarł w okolicach Parku Narodowego Denali po wielomiesięcznej samotnej wędrówce, bez wystarczających zapasów żywności oraz sprzętu. Jon Krakauer w roku 1996 napisał książkę o jego życiu pt. Wszystko za życie (oryg. Into the Wild), która była inspiracją dla nakręconego w 2007 roku filmu o tym samym tytule.

## Dzieciństwo i młodość
Chris McCandless urodził się w El Segundo, w hrabstwie Los Angeles w Kalifornii. Od 1976 mieszkał wraz z rodziną w Annandale, w stanie Wirginia, w hrabstwie Fairfax, USA. Był synem Walta McCandlessa, uczonego pracującego dla NASA i Wilhelminy „Billie” Johnson.
W 1986 roku ukończył Liceum W.T. Woodsona, a w 1990 Uniwersytet Emory na kierunku historia i antropologia. Otrzymał bardzo dobre oceny z apartheidu i społeczeństwa południowoafrykańskiego, Historii myśli antropologicznej oraz Współczesnej polityki afrykańskiej i kryzysu żywnościowego w Afryce. Sukces, jaki osiągnął, maskował rosnącą w nim pogardę dla pustego materializmu społeczeństwa Ameryki.
Duży wpływ na Chrisa mieli tacy pisarze, jak Jack London, Lew Tołstoj czy Henry David Thoreau. Marzył o ucieczce od cywilizacji, aby – jak Thoreau – żyć tym, co otrzyma od natury.

## W trasie
Po ukończeniu studiów, w 1990 roku, Chris przekazał 24 000 dolarów oszczędności na konto organizacji charytatywnej Oxfam. Wyruszył w podróż po Ameryce Północnej pod przybranym imieniem i nazwiskiem „Alexander Supertramp”. Podróżował przez Arizonę, Kalifornię i Południową Dakotę, gdzie pracował na elewatorze zbożowym. Często żył bez grosza czy kontaktu z ludźmi. Latem 1990 roku dotarł do zbiornika Mead – jeziora-rezerwuaru wody – w okolicach Las Vegas. Przeżył powódź (tzw. błyskawiczną), lecz porzucił swój samochód (który, wbrew jego mniemaniu, nie był popsuty) z kluczykami w środku i kartką: „Ten wrak został porzucony. Ktokolwiek go stąd wyciągnie, niech go sobie bierze”. Wykonał również spływ kajakiem w dół rzeki Kolorado do Zatoki Kalifornijskiej.
McCandless przez lata marzył o swojej „wielkiej alaskańskiej odysei”, gdzie mógłby żyć z dala od ludzi i cywilizacji, cały fizyczny i duchowy postęp zapisując w dzienniku. 25 kwietnia 1992 roku dotarł autostopem z Liard River Hotsprings do Fairbanks na Alasce. Ostatni raz widziany był przez Jima Galliena, który podwiózł go z Fairbanks na Szlak Stampede. Gallien zaniepokoił się o chłopaka imieniem „Alex”, który posiadał minimalne zapasy pożywienia i sprzętu oraz prawie żadnego doświadczenia jak przeżyć w warunkach panujących na Alasce. Próbował wyperswadować chłopakowi, że nie jest dobrym pomysłem wybierać się w dzicz, miał zamiar nawet zawieźć go do Anchorage, aby zakupić dla niego odpowiedni ekwipunek. McCandless zignorował ostrzeżenia Galliena i przyjął od niego tylko parę gumowych butów, kanapki z tuńczykiem i paczkę chrupek. W końcu Jim Gallien wysadził Chrisa na początku Szlaku Stampede we wtorek 28 kwietnia 1992 roku.
Po wędrówce przez zasypany śniegiem Szlak Stampede, McCandless dotarł do opuszczonego autobusu (w dzienniku „Dzień Magicznego Autobusu”), używanego jako schronienie dla myśliwych i traperów polujących w okolicach Narodowego Parku Denali (63°52′06,0″N 149°46′08,4″W/63,868333 -149,769000). Tam rozpoczął życie z dala od cywilizacji. Ze sobą miał 5-kilogramowy worek ryżu, samopowtarzalny karabin Remingtona model „nylon 66” kaliber.22, książkę „Tanaina Plantlore”, kilka innych książek i trochę sprzętu kempingowego. Wspomniał, że może posadzić rośliny lub polować na zwierzęta. Pomimo małych umiejętności myśliwskich udało mu się ustrzelić trochę małej zwierzyny, takiej jak jeżozwierze, pardwy czy inne ptaki. Kiedy wreszcie udało mu się zabić łosia, nie przygotował go dobrze, przez co mięso się popsuło. Zamiast pociąć mięso w cienkie paseczki, jak robią to myśliwi alaskańscy, wędził je, polegając na radach myśliwych z Dakoty Południowej.
W lipcu, po dwóch miesiącach samotności w głuszy, Chris doszedł do wniosku, że wróci do cywilizacji. 3 lipca spakował się i ruszył w ponad trzydziestokilometrową trasę do drogi. Jak się jednak okazało, rzeka Teklanika bardzo zmieniła się od czasu, kiedy przekraczał ją pierwszy raz. Teraz płynęła bystrym nurtem, zasilanym przez topniejące lodowce Alaska Range (w dzienniku zapisał „Katastrofa... Zalany. Rzeka wygląda niemożliwie. Samotny, przerażony”). Wrócił do autobusu, jako że uważał tę decyzję za najrozsądniejszą. Kilkaset metrów w dół rzeki istniał prosty sposób przekroczenia jej. Jednak McCandless posiadał jedynie prostą mapę skradzioną ze stacji benzynowej i nie wiedział o istnieniu stacji pomiarowej Amerykańskiego Towarzystwa Geologicznego, która byłaby zaznaczona na mapie topograficznej. Brzegi Teklaniki spina tam stalowa lina, która pozwalała naukowcom mierzyć sezonowe wahania poziomu wody. Stacja była jednak niewidoczna z poziomu miejsca, gdzie stał Chris.
12 sierpnia napisał ostatnie słowa w swoim dzienniku: „Piękne jagody”. Wydarł ostatnią kartkę ze wspomnień Louisa L’Amoura „Edukacja wędrowca”, gdzie autor cytował kilka linijek z wiersza Robinsona Jeffersa „Mędrcy w chwilach zwątpienia”:
Śmierć to morderczy ptak na łące, lecz umrzeć zostawiając dzieło,

Które bliższe będzie osiągnięciom stuleci

Niż muskuły i kości, to znaczy zrzucić słabość.

Góry są z martwych kamieni. Ich wyniosła postawa

I zuchwały spokój budzą nienawiść lub podziw u ludzi.

Góry przez to nie miękną, obcy jest im niepokój,

A myśli nieliczne umarłych mają podobny profil.
Następnie po drugiej stronie kartki umieścił krótkie pożegnanie: „Miałem szczęśliwe życie i dzięki ci, Panie. Do widzenia i niech Bóg was wszystkich błogosławi!”
6 września trzy niezależne grupy znalazły taką kartkę na drzwiach autobusu:
„S.O.S. Potrzebuję pomocy. Jestem ranny, bliski śmierci i za słaby, żeby się stąd wydostać. Jestem zupełnie sam, to nie są żarty. Na miłość boską, pozostańcie tutaj, żeby mnie ratować. Wyszedłem zbierać jagody w pobliżu i wrócę wieczorem. Dziękuję, Chris McCandless Sierpień?”
Jego ciało znaleziono w śpiworze wewnątrz autobusu. Ważyło zaledwie 30 kg. McCandless Leżał martwy przez 19 dni, 112 dni po wejściu w dzicz. Oficjalną przyczyną zgonu było zagłodzenie.
Biograf Jon Krakauer podaje dwie potencjalne przyczyny śmierci Chrisa McCandlessa. Po pierwsze, Chris jedząc korzenie nietoksycznego dzikiego ziemniaka (Hedysarum alpinum) mógł pomylić je z inną – podobną, jednak toksyczną, rośliną – dzikim groszkiem pachnącym (Hedysarum mackenzii). Innym potencjalnym powodem jest to, iż McCandless pod koniec lata, gdy korzenie dzikiego groszku stają się zbyt twarde, zaczął jeść również ich nasiona, w których mogą znajdować się alkaloidy, mające silny wpływ farmakologiczny na ludzi i zwierzęta. Jednak badania wykazały, że w pożywieniu McCandlessa nie było alkaloidów, więc najprawdopodobniejszym powodem śmierci jest zagłodzenie.
Jego dziennik opisuje w sumie 189 dni. Przedstawia szereg wzlotów i upadków ducha: kiedy wkracza do Meksyku „Alex triumfuje!”; kiedy się zgubił „Alex zgłupiał”; chwilę potem „Nie posiada się z radości i nadzieja powraca w jego serce”; kiedy jednak kanał przemienia się w bagno „Cała nadzieja stracona!”. W lutym 1991 roku napisał: „Czy to jest ten sam Alex, który wyruszył w lipcu 1990 roku? Niedożywienie i życie w drodze zostawiły piętno na jego ciele. Stracił ponad 11 kilo. Ale jego duch żyje pełnią życia”.
Po odkryciu „magicznego autobusu” napisał swoistą deklarację niepodległości:
„Dwa lata wędruję po świecie. Żadnego telefonu, żadnego basenu, żadnych domowych zwierzaków, żadnych papierosów. Totalna wolność. Esteta, podróżnik którego domem jest droga. Uciekł z Atlanty. Nie będziesz powracał, pamiętaj sobie, najlepiej jest na zachodzie. Teraz, po dwóch latach wędrówki, nadchodzi najważniejsza i największa przygoda. Ostateczny bój, aby zabić fałszywe istnienie wewnętrzne i zwycięsko zakończyć rewolucję duchową. Dziesięć dni i nocy w pociągach towarowych i autostopem przywiodło go na wielką, białą północ. Nie będzie już zatruwany przez cywilizację, od której ucieka; wchodzi samotnie w krainę, by zagubić się w dziczy. Alexander Supertramp, maj 1992”